# Бандышовка
Бандышо́вка (укр. Бандишівка) — село на Украине, находится в Могилёв-Подольском районе Винницкой области.
Население по переписи 2001 года составляет 672 человека. Почтовый индекс — 24054. Телефонный код — 4337.
Занимает площадь 2 км².

## Религия
В селе действует Свято-Покровский храм Могилёв-Подольского благочиния Могилёв-Подольской епархии Украинской православной церкви.

## Адрес местного совета
24054, Винницкая область,  р-н, с.Бандышовка, ул. Ленина, 8